# Fort Du Bus
Fort Du Bus was een fort en bestuurspost, in 1828 tijdens de expeditie naar Nieuw-Guinea opgericht aan de Tritonbaai op de zuidkust van Nieuw-Guinea, de huidige Indonesische provincie West-Papoea (Papua Barat). De vesting werd in 1836 opgeheven. De resten van het fort liggen in het regentschap Kaimana in het dorp met de naam Desa Lobo of Kampung Lobo, het vroegere Merkusoord. Deze nederzetting werd toen vernoemd naar de toenmalige gouverneur van de Molukken, P. Merkus.

## Geschiedenis
Nederlands-Nieuw-Guinea werd in die tijd bestuurd vanaf de Molukken. Er was tot dan toe geen enkele serieuze poging door de Nederlanders ondernomen in Nieuw-Guinea vaste voet aan wal te krijgen, wel was de kust reeds in 1825 verkend en in kaart gebracht door luitenant-ter-zee D.H. Kolff. De Engelsen hadden echter veel belangstelling voor het gebied en dreigden zich naast Papoea-Nieuw-Guinea en West-Australië ook langs de westelijke kusten van Nieuw-Guinea te vestigen. Om dit te voorkomen drong gouverneur Pieter Merkus erop aan dat er Nederlandse bestuursposten langs de kust van Nieuw-Guinea zouden worden opgericht. Op 31 december 1827 werd hiervoor een koninklijke machtiging afgegeven en op 21 april 1828 vertrok een kleine expeditie onder leiding van luitenant ter zee J.J. Steenboom met twee schepen, de Triton en de Iris, op zoek naar een geschikte plek voor het oprichten van een versterking.
Tot het doen van zeevaartkundige verkenningen nam luitenant-ter-zee C.J. Boers deel aan de expeditie. Op 4 juli werd eindelijk een geschikte plaats voor een te bouwen versterkte nederzetting gevonden, aan het noordelijke uiteinde van een baai. De baai werd de Tritonbaai genoemd het gebied eromheen werd het  landschap Lobo genoemd (nu kampung Lobo in het regentschap Kaimana). Dit gebied was al bekend bij de inwoners van de eilanden Ceram en Goram. die handelscontacten onderhielden met de bewoners. Aan de expeditie waren ook inwoners afkomstig van Ceram toegevoegd als tolken. Het verblijf te Lobo duurde tot 31 augustus (bijna twee maanden) omdat de bemanning van de Triton moest helpen bij de bouw van de vesting. Dat was een houten fortificatie omgeven door een dubbele palissade. Er was te weinig tijd voor het graven van een droge gracht, omdat daarvoor zeer dikke wortels van de gevelde bomen hadden moeten verwijderd. Ter verdediging werden op de hoekpunten vier kanonnen (zesponders) geplaatst. Tijdens de bouw, waarbij de bouwers zich vaak dieper het bos in begaven, werden 65 matrozen geveld door moeraskoortsen (waarschijnlijk malaria); ook 13 van de 17 officieren werden ziek.
De plaats zelf werd Merkusoord genoemd en de versterking  kreeg later de naam Fort Du Bus, vernoemd naar de toenmalige gouverneur-generaal van Nederlands-Indië, Leonard du Bus de Gisignies.. F.G. Mees beschrijft dat in 1828 de streek al landschap Lobo werd genoemd. Deze locatie-aanduiding komt ook terug in de beschrijving van allerlei natuurhistorische specimens die in 1828 en later daar werden verzameld.
Op 24 augustus 1828, op de verjaardag van koning Willem I van Nederland, werd de Nederlandse vlag gehesen, en werden de Nederlandse claims op delen van Nieuw-Guinea uitgesproken. Op 31 augusten vertrokken de schepen weer naar Ambon. De achtergebleven bewoners van de nederzetting werden geteisterd door ziekten (voornamelijk malaria) en door overvallen van bewoners van Ceram en Goram. In 1836 werden de nog overgebleven bewoners weggehaald en werd Fort Du Bus weer aan de natuur teruggegeven. In 1839 bezocht de Franse ontdekkingsreiziger Jules Dumont d'Urville de plek en trof een laan van kokospalmen, een citroenbosje en wat bebouwingsresten aan. Verder was er van de nederzetting weinig terug te vinden.